# Inabe, Mie
Inabe (いなべ市 Inabe-shi) là một thành phố thuộc tỉnh Mie, Nhật Bản.